# Représentations diplomatiques de Monaco

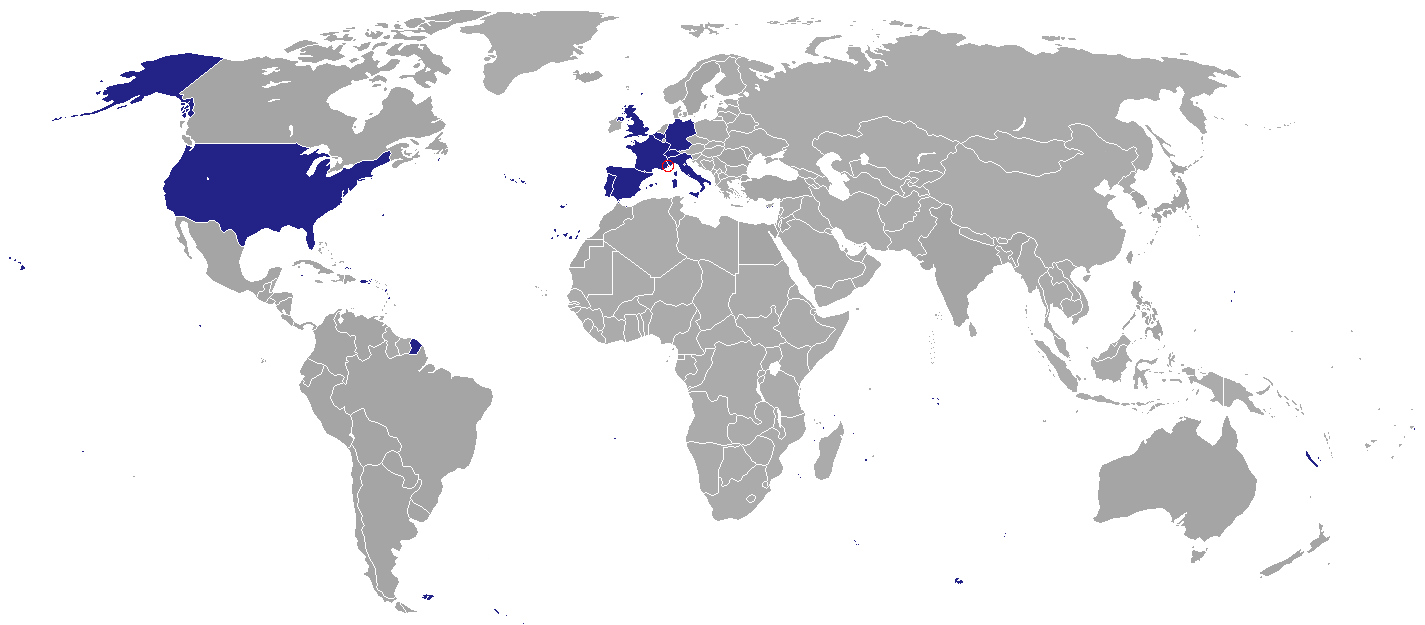
Ambassades de Monaco dans le monde.

La principauté de Monaco assure sa présence dans le monde entier au travers de légations, d'ambassades et de consulats à l'étranger. Monaco compte en 2019 15 ambassades accréditées auprès de vingt-huit États. Elle dispose aussi de 137 consulats dans 83 pays, dont 25 consulats généraux. Pour certains pays qui n'ont pas d'ambassadeurs monégasques en résidence, l'ambassadeur accrédité se trouve dans un pays voisin. La Principauté dispose en outre de cinq ambassadeurs « non résidents », à savoir en poste à Monaco mais accrédités auprès d'États étrangers. Enfin, Monaco possède plusieurs représentants permanents auprès d'organisations internationales (New York à l'Organisation des Nations unies, Genève à l'Office des Nations unies, Strasbourg au Conseil de l'Europe et Bruxelles auprès de l'Union européenne par exemple) ainsi qu'un ambassadeur auprès de l'ordre souverain de Malte (l'ambassadeur de Monaco auprès du Saint-Siège).

## Liste des représentations diplomatiques de Monaco à l'étranger

### Afrique
| Pays          | Ambassade | Consulats (les consulats généraux sont signalés par C.Gal) |
| ------------- | --------- | ---------------------------------------------------------- |
| Burkina Faso  |           | • Ouagadougou                                              |
| Burundi       |           | • Bujumbura                                                |
| Cameroun      |           | • Douala                                                   |
| Côte d'Ivoire |           | • Abidjan                                                  |
| Djibouti      |           | • Djibouti                                                 |
| Gabon         |           | • Libreville                                               |
| Madagascar    |           | • Antananarivo (C.Gal)                                     |
| Mali          |           | • Bamako                                                   |
| Maroc         |           | • Agadir • Casablanca (C.Gal) • Rabat                      |
| Maurice       |           | • Port-Louis                                               |
| Mauritanie    |           | • Nouakchott                                               |
| Mozambique    |           | • Maputo                                                   |
| Niger         |           | • Niamey                                                   |
| Sénégal       |           | • Dakar                                                    |
| Tunisie       |           | • Tunis (C.Gal)                                            |

### Amérique
| Pays                   | Ambassade       | Consulats (les consulats généraux sont signalés par C.Gal)                                                          |
| ---------------------- | --------------- | --- |
| Argentine              |                 | • Buenos Aires |
| Bahamas                |                 | • Nassau |
| Brésil                 |                 | • São Paulo |
| Canada                 | Voir États-Unis | • Montréal (C.Gal) • Toronto (C.Gal) • Vancouver                                                                    |
| Chili                  |                 | • Santiago (C.Gal) • Valparaíso                                                                                     |
| Colombie               |                 | • Bogota |
| Costa Rica             |                 | • San José (C.Gal)                                                                                                  |
| Cuba                   |                 | • La Havane (C.Gal)                                                                                                 |
| République dominicaine |                 | • Santo Domingo |
| Équateur               |                 | • Guayaquil • Quito                                                                                                 |
| États-Unis             | Washington      | • Atlanta • Boston • Chicago • Dallas • Los Angeles • Miami • New York (C.Gal) • La Nouvelle-Orléans •San Francisco |
| Guatemala              |                 | • Guatemala (C.Gal)                                                                                                 |
| Jamaïque               |                 | • Kingston |
| Mexique                |                 | • Mexico |
| Paraguay               |                 | • Asuncion |
| Pérou                  |                 | • Lima |
| Salvador               |                 | • San Salvador |
| Uruguay                |                 | • Montevideo |

### Asie
| Pays         | Ambassade             | Consulats (les consulats généraux sont signalés par C.Gal) |
| ------------ | --------------------- | ---------------------------------------------------------- |
| Chine        | En résidence à Monaco | • Pékin • Hong Kong • Shanghai                             |
| Corée du Sud |                       | • Séoul                                                    |
| Inde         | En résidence à Monaco |                                                            |
| Indonésie    |                       | • Jakarta                                                  |
| Israël       |                       | • Tel-Aviv                                                 |
| Japon        | En résidence à Monaco | • Tokyo (C.Gal)                                            |
| Kazakhstan   | Voir Royaume-Uni      | • Astana                                                   |
| Liban        |                       | • Beyrouth                                                 |
| Mongolie     |                       | • Oulan-Bator                                              |
| Pakistan     |                       | • Karachi                                                  |
| Philippines  |                       | • Manille (C.Gal)                                          |
| Singapour    |                       | • Singapour                                                |
| Thaïlande    |                       | • Bangkok (C.Gal)                                          |
| Viêt Nam     |                       | • Hanoï                                                    |

### Europe
| Pays          | Ambassade             | Consulats (les consulats généraux sont signalés par C.Gal)                                                |
| ------------- | --------------------- | --- |
| Allemagne     | Berlin                | • Düsseldorf • Francfort • Hambourg • Munich • Potsdam• Stuttgart                                         |
| Andorre       | Voir France           | |
| Autriche      | Voir Allemagne        | • Vienne                                                                                                  |
| Belgique      | Bruxelles             | • Anvers (C.Gal) • Bruxelles (C.Gal) • Liège • Ostende (C.Gal)                                            |
| Bulgarie      |                       | • Sofia                                                                                                   |
| Chypre        |                       | • Nicosie                                                                                                 |
| Croatie       | Voir Italie           | • Zagreb                                                                                                  |
| Danemark      |                       | • Copenhague                                                                                              |
| Espagne       | Madrid                | • Barcelone (C.Gal) • Bilbao • Ibiza • Madrid • Malaga (C.Gal) • Palma • Santa Cruz de Tenerife • Valence |
| Estonie       |                       | • Tallinn                                                                                                 |
| Finlande      |                       | • Helsinki                                                                                                |
| France        | Paris                 | • Bordeaux • Lille • Lyon • Marseille • Nantes • Strasbourg • Toulouse                                    |
| Grèce         |                       | • Athènes                                                                                                 |
| Hongrie       |                       | • Budapest                                                                                                |
| Italie        | Rome                  | • Ancône • Bari • Bologne • Cagliari • Florence • Gênes (C.Gal) • Milan • Naples • Turin • Venise         |
| Lettonie      |                       | • Riga |
| Liechtenstein | Voir Suisse           | • Vaduz                                                                                                   |
| Lituanie      |                       | • Vilnius                                                                                                 |
| Luxembourg    | Voir Belgique         | • Luxembourg                                                                                              |
| Malte         | Voir Italie           | • La Valette                                                                                              |
| Norvège       |                       | • Oslo |
| Pays-Bas      | Voir Belgique         | • Amsterdam • La Haye (C.Gal)                                                                             |
| Pologne       | Voir Allemagne        | • Varsovie                                                                                                |
| Portugal      | Lisbonne              | • Lisbonne (C.Gal)                                                                                        |
| Roumanie      | Voir Italie           | • Bucarest                                                                                                |
| Royaume-Uni   | Londres               | • Birmingham • Édimbourg • Londres                                                                        |
| Russie        | En résidence à Monaco | • Moscou (C.Gal) • Rostov-sur-le-Don • Saint-Pétersbourg (C.Gal)                                          |
| Saint-Marin   | Voir Italie           | • Borgo Maggiore                                                                                          |
| Slovaquie     |                       | • Bratislava                                                                                              |
| Slovénie      | Voir Italie           | • Ljubljana                                                                                               |
| Suisse        | Berne                 | • Bâle • Berne (C.Gal) • Genève • Lugano • Zurich                                                         |
| Tchéquie      |                       | • Prague                                                                                                  |
| Turquie       |                       | • Istanbul (C.Gal)                                                                                        |
| Vatican       | Rome                  | |

### Océanie
| Pays             | Ambassade             | Consulats            |
| ---------------- | --------------------- | -------------------- |
| Australie        | En résidence à Monaco | • Melbourne • Sydney |
| Nouvelle-Zélande |                       | • Wellington         |
| Vanuatu          |                       | • Port-Vila          |

### Autres
| Ordre                    | Ambassade    |
| ------------------------ | ------------ |
| Ordre souverain de Malte | Voir Vatican |

## Liste des représentations permanentes de Monaco
| Organisation                                                                                                  | Ville      | Type de représentation |
| --- | ---------- | ---------------------- |
| Accord sur la conservation des cétacés de la mer Noire, de la Méditerranée et de la zone Atlantique adjacente | Monaco     | Secrétaire permanent   |
| Agence internationale de l'énergie atomique                                                                   | Berlin     | Représentant permanent |
| Bureau International des Expositions                                                                          | Paris      | Délégué permanent      |
| Commission internationale pour l'exploration scientifique de la Méditerranée                                  | Monaco     | Président              |
| Union européenne                                                                                              | Bruxelles  | Ambassadeur            |
| Conseil de l'Europe                                                                                           | Strasbourg | Représentant permanent |
| Organisation des Nations unies pour l'alimentation et l'agriculture                                           | Rome       | Représentant permanent |
| Organisation internationale de la Francophonie                                                                | Paris      | Représentant permanent |
| Organisation maritime internationale                                                                          | Londres    | Représentant permanent |
| Organisation des Nations unies                                                                                | New York   | Représentant permanent |
| Office des Nations Unies à Genève                                                                             | Genève     | Représentant permanent |
| Office des Nations Unies à Vienne                                                                             | Vienne     | Représentant permanent |
| Organisation pour la sécurité et la coopération en Europe                                                     | Vienne     | Représentant permanent |
| Programme des Nations unies pour l'environnement                                                              | Nairobi    | Représentant permanent |
| Organisation des Nations unies pour l'éducation, la science et la culture                                     | Paris      | Délégué permanent      |
| Union latine                                                                                                  | Paris      | Représentant permanent |

## Galerie

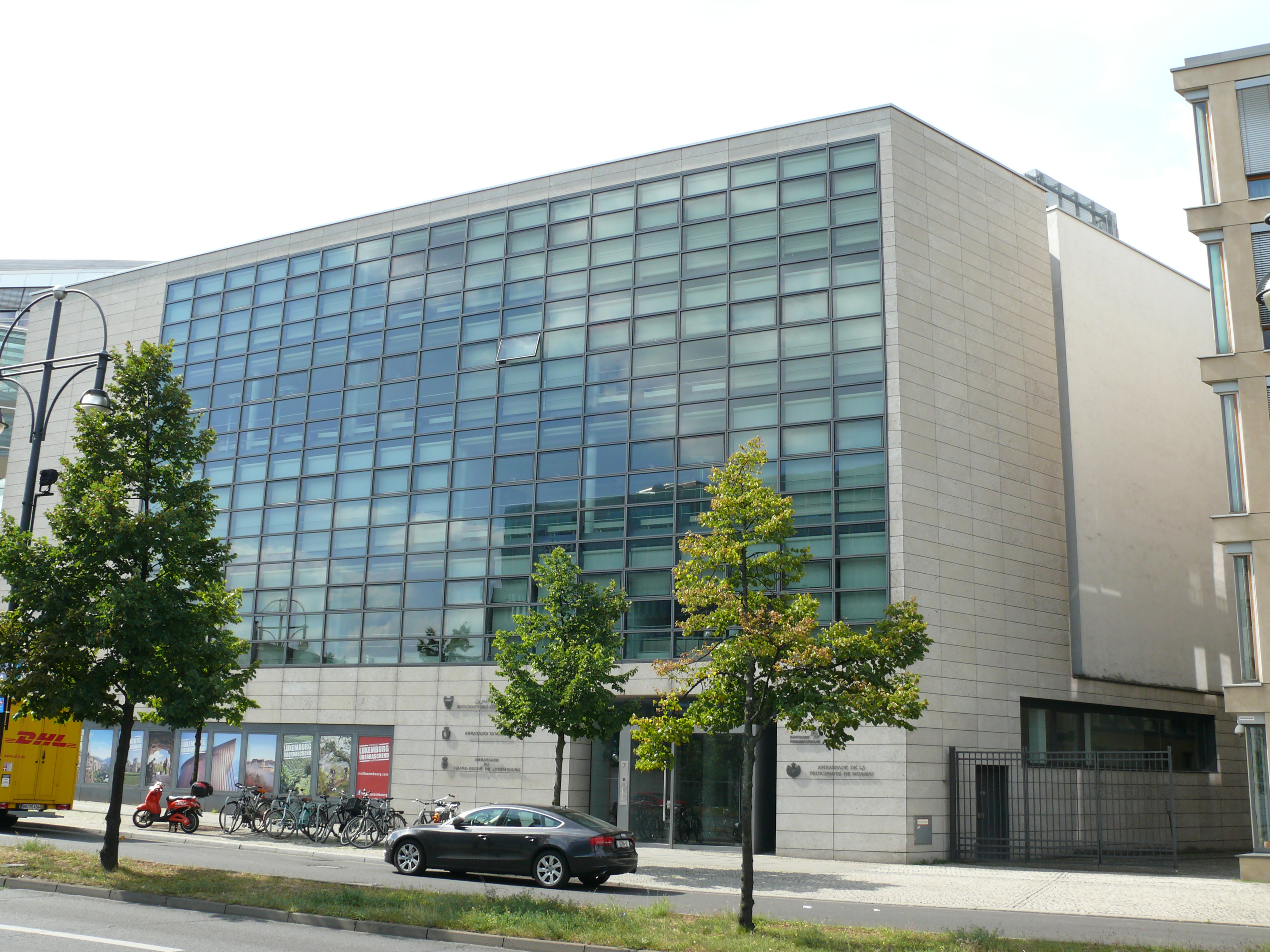
Ambassade à Berlin.
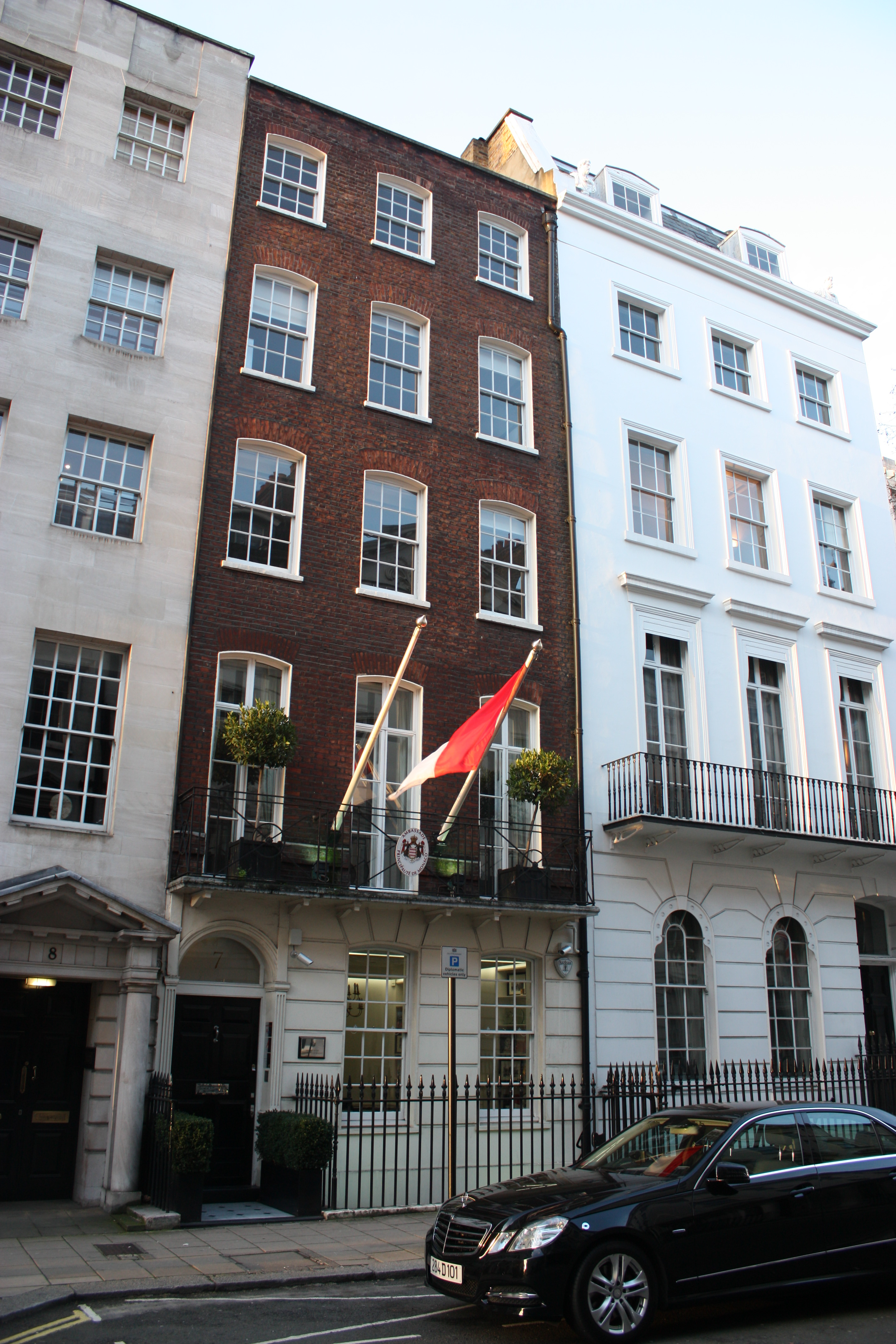
Ambassade à Londres.
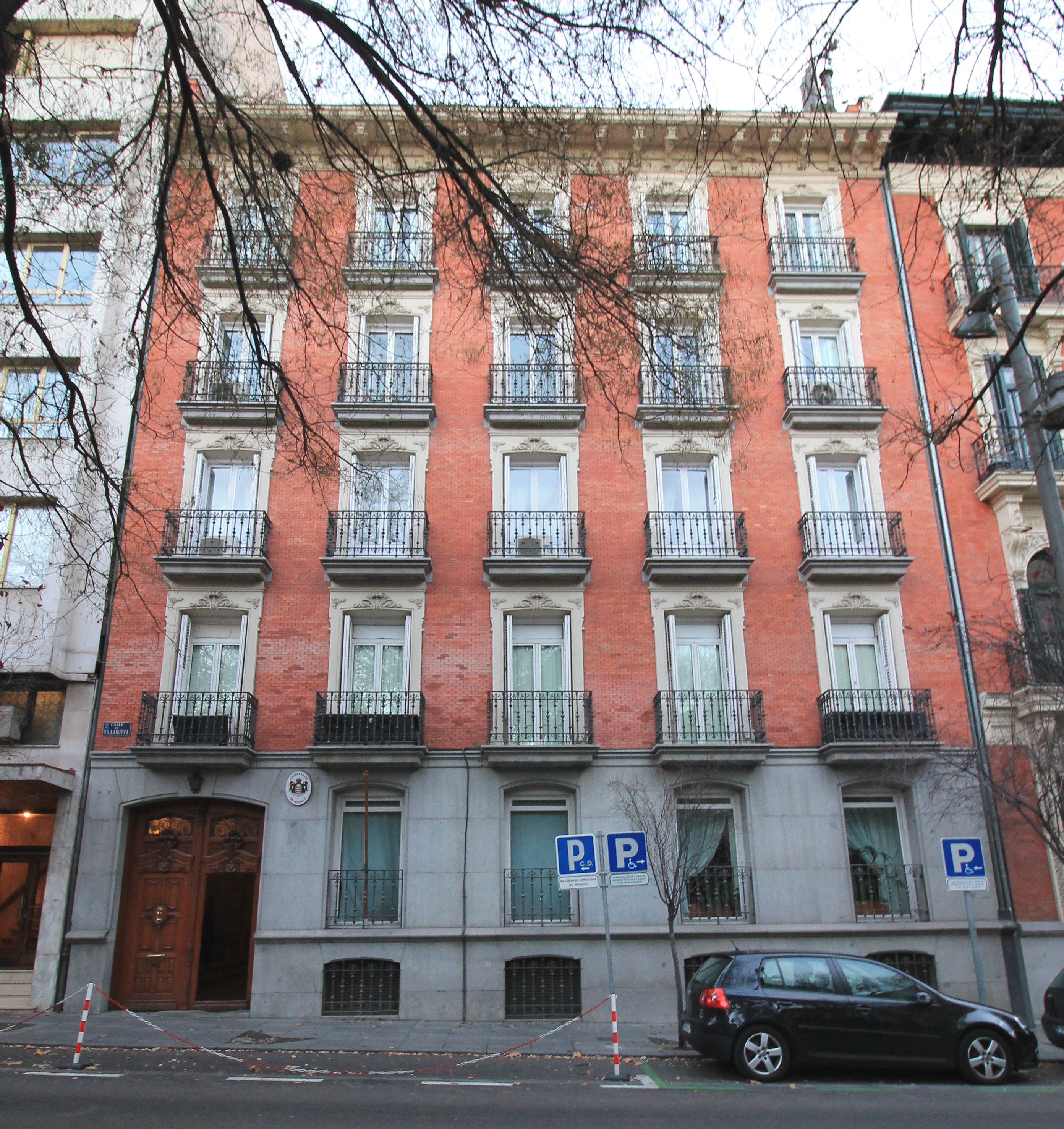
Ambassade à Madrid.
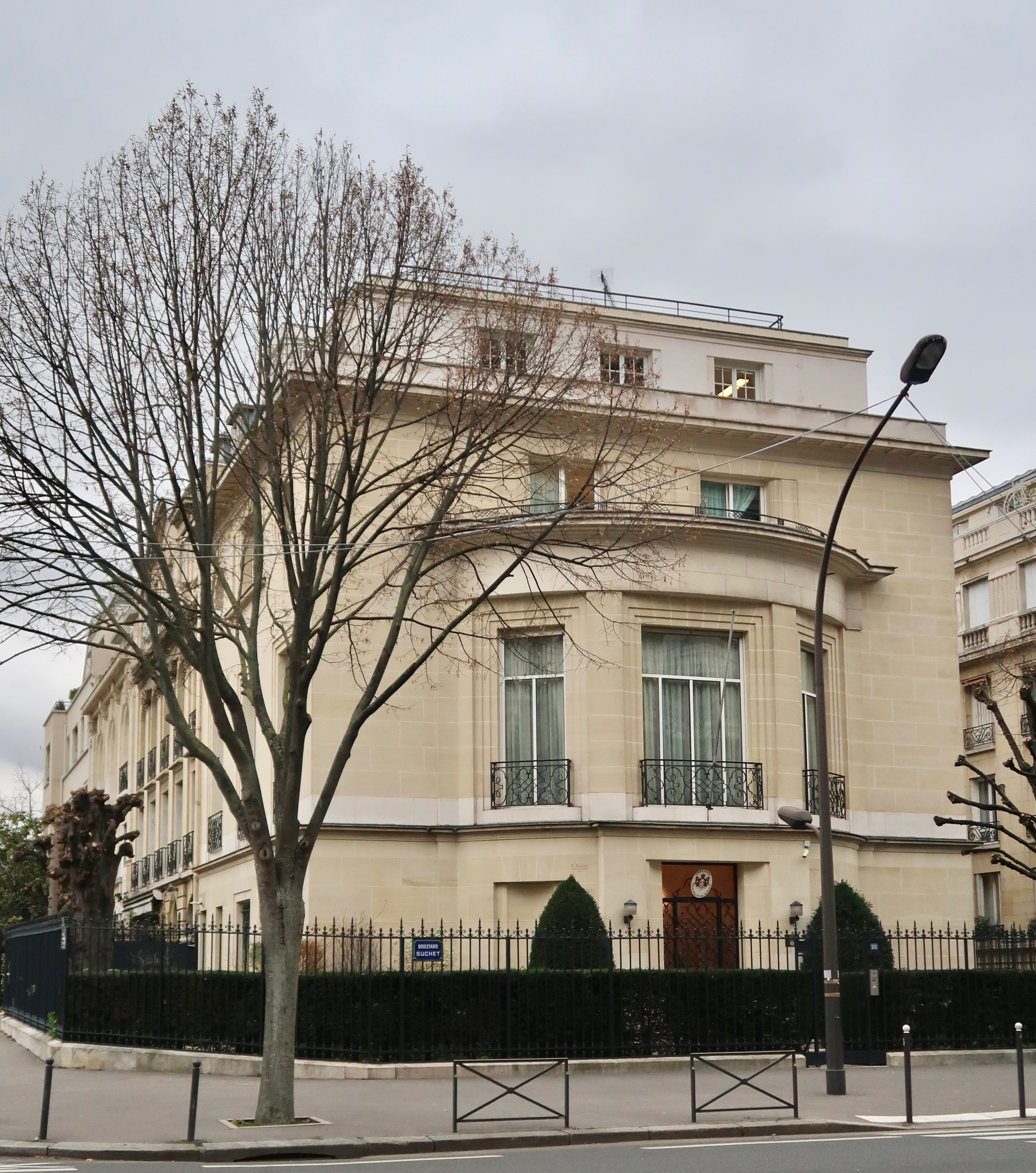
Ambassade à Paris.
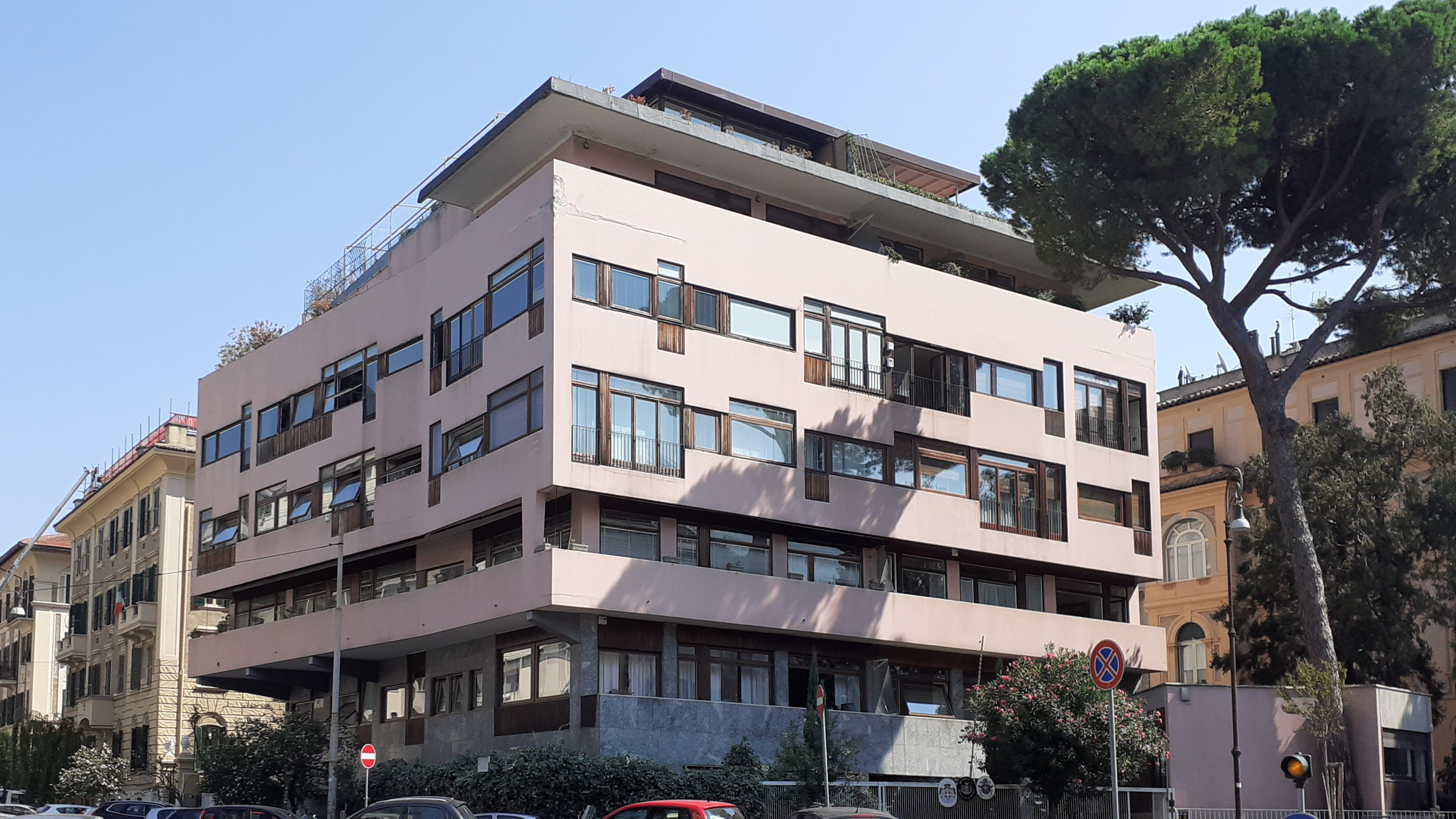
Ambassade près le Saint-Siège à Rome.
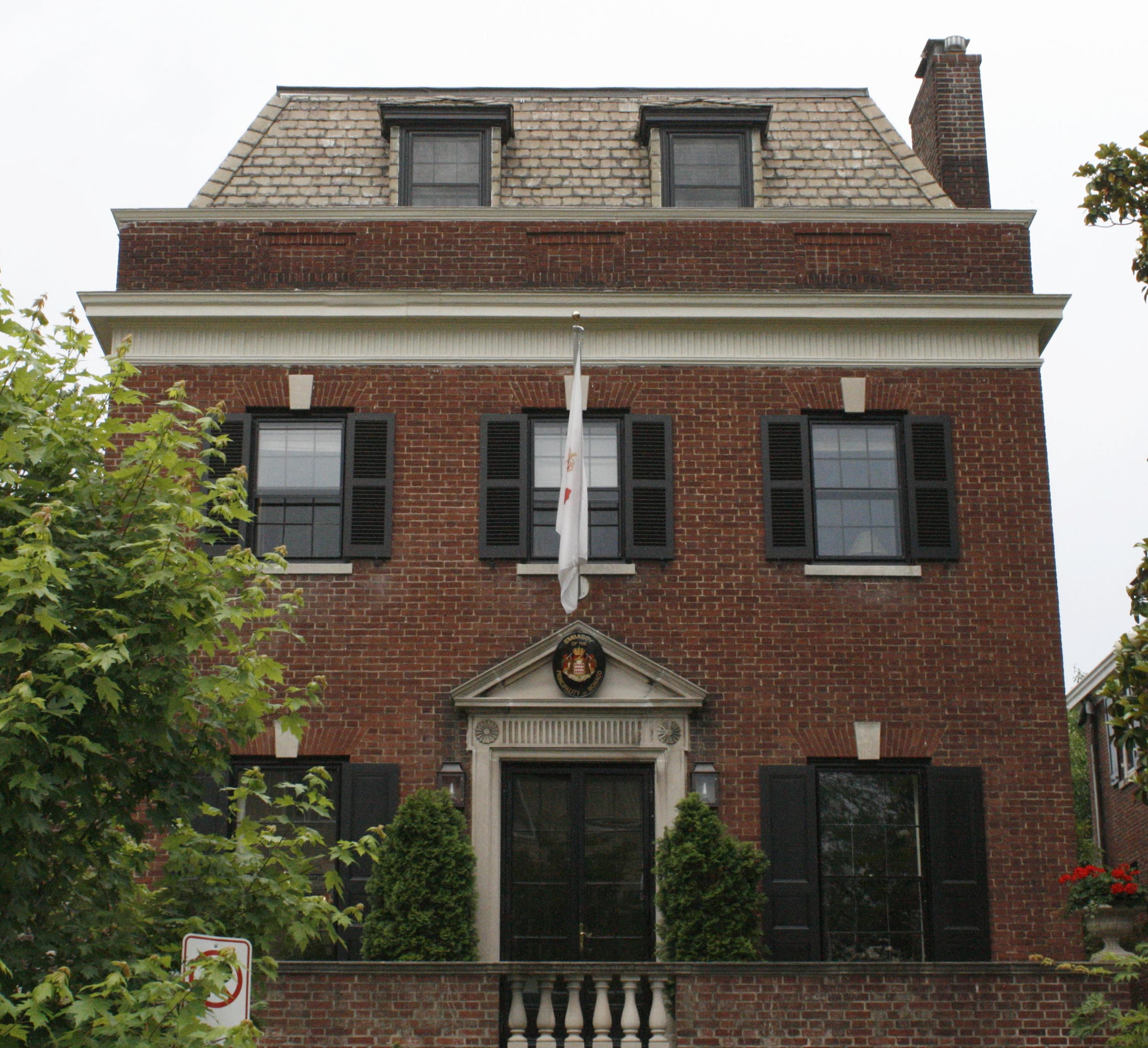
Ambassade à Washington.